# Lucernariidae
Lucernariidae (Johnston 1847) è una famiglia di cnidari Staurozoa.
Si tratta della famiglia di stauromeduse la più diversificata, con quattro generi e una ventina di specie valide. 

## Descrizione
Sono meduse sessili peduncolate che sono adattate alla vita bentonica grazie alla modificazione dell'ombrella. Vivono capovolte, attaccate al substrato marino (roccia o vegetazione) con le ventose del peduncolo.
Nelle Lucernariidae, il margine del calice è profondamente diviso in diversi lobi, da ognuno dei quali nascono numerosi tentacoli ricchi di cnidociti. 

## Sistematica

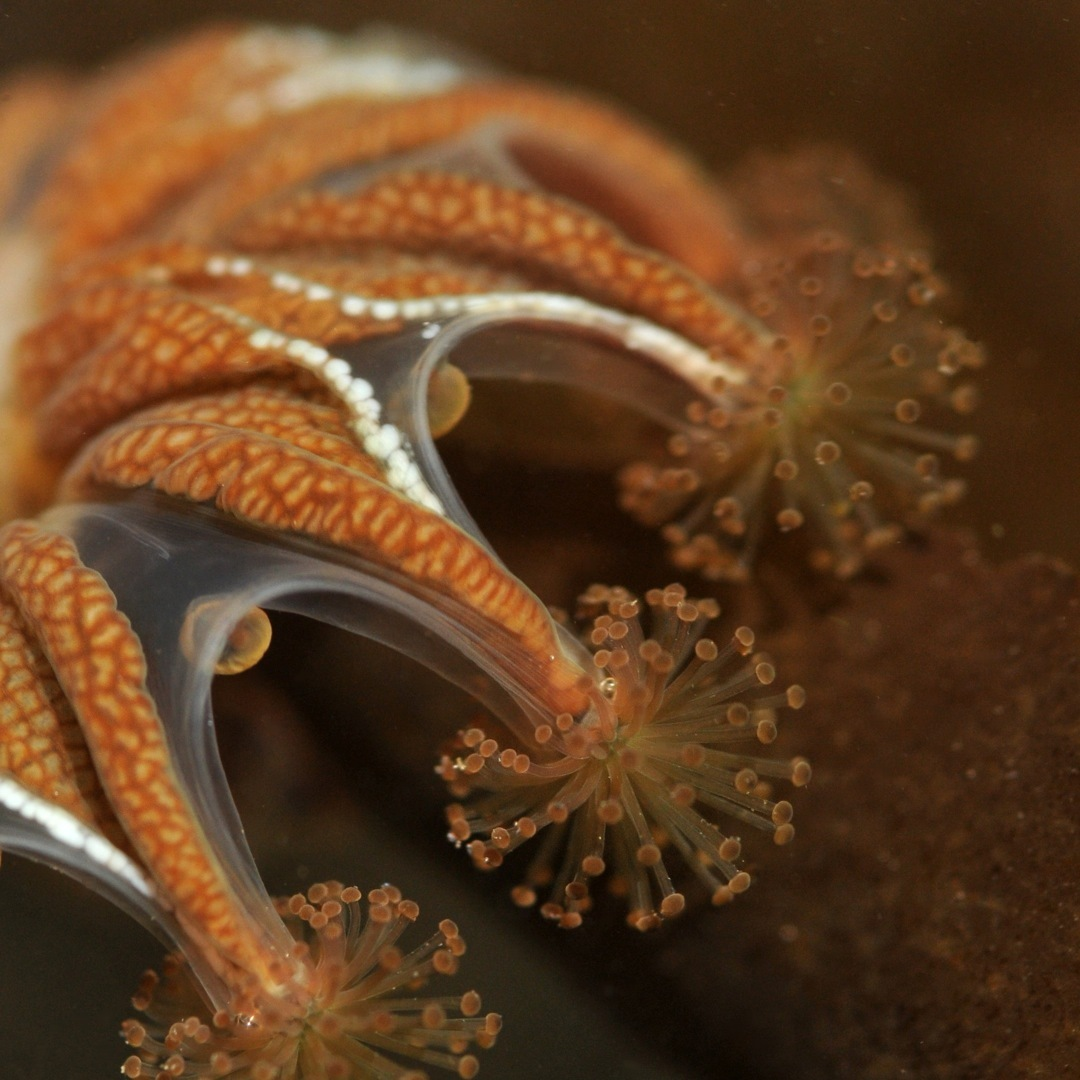
Haliclystus stejnegeri, presso Shirley, Columbia Britannica (foto M.Layne)

La famiglia Lucernariidae è stata poco studiata dal punto di vista filogenetico, come è il caso di molte stauromeduse. Dai dati molecolari raccolti su quattro specie di due generi, appare evidente che la famiglia non sia monofiletica. L'unico tratto in comune fra le Lucernariidae sembra essere la presenza di muscoli lungo il peduncolo, un carattere usato anche per classificare le meduse del sottordine Eleutherocarpida. C'è quindi da prevedere che negli anni a venire, la sistematica della famiglia venga rimaneggiata.
Secondo World Register of Marine Species, la famiglia comprende i seguenti quattro generi:
- Haliclystus  James-Clark, 1863
- Lucernaria  O. F. Müller, 1776
- Stenoscyphus  Kishinouye, 1902
- Stylocoronella Salvini-Plawen, 1966

I generi  Lucernosa Haeckel, 1881 e  Octomanus   Naumov, 1961 sono considerati sinonimi rispettivamente di  Lucernaria e  Haliclystus.
Il database ITIS non elenca il genere Stylocoronella. Alcune classificazioni suddividono le Lucernariidae in due sottofamiglie: Lucernariinae Carlgren, 1935 e Stenoscyphopsinae Gwilliam, 1956; quest'ultima proviene da un lavoro non pubblicato sulla descrizione del genere Stenoscyphopsis monospecifico nella specie S. vermiformis Gwilliam, 1956.